# Длинноногий дядюшка (роман)
«Длинноногий дядюшка» (англ. Daddy-Long-Legs) — эпистолярный роман американской писательницы Джин Вебстер, выпущенный в 1912 году.

## Сюжет
Главная героиня, сирота Джеруша Эбботт всю жизнь воспитывалась в приюте Джона Грайера. Живущие там дети полностью зависели от благотворительности и были вынуждены донашивать старую чужую одежду. Необычное имя Джеруша глава приюта мисс Липпет увидела на надгробном камне и решила дать его девочке; сама Джеруша своё имя ненавидит. Фамилию же для неё мисс Липпет выбрала из телефонного справочника.
Однажды, после традиционного ежемесячного визита попечителей приюта, мисс Липпет сообщает Джеруше, что один из меценатов предложил оплатить её обучение в колледже. Он поговорил с её бывшими учителями и считает, что у неё есть потенциал стать известной писательницей. Он оплатит ей обучение и назначит щедрое ежемесячное содержание. Джеруша со своей стороны должна каждый месяц писать ему письма: он считает, что это поможет ей развить писательский талант. Однако она не будет знать, кто её покровитель на самом деле; она должна адресовать письма мистеру Джону Смиту, а тот, по условиям их договорённости, никогда не будет отвечать.
Джеруша успевает увидеть Джона Смита только со спины и знает, что он высокий длинноногий мужчина. Из-за этого она в шутку называет его Длинноногим дядюшкой. Теперь Джеруша учится в женском колледже на восточном побережье США; свои письма она дополняет разного рода рисунками.
Роман повествует о культурном, личностном и социальном росте главной героини. Первое, что она делает в колледже, — меняет свое имя на Джуди. Затем она разрабатывает для себя строгую программу чтения и изо всех сил старается приобрести те знания, которых прежде, в мрачной обстановке приюта, была лишена. В романе упоминается, что Джуди взахлёб читала «Джейн Эйр», «Ярмарку тщеславия», «Синюю птицу» и многие другие известные произведения. Во время своего пребывания в колледже она подружилась с девушками из богатых семей Салли Макбрайд и Джулией Ратледж Пендлтон; иногда к ним присоединялась Леонора Фентон.
После того как через четыре года Джуди успешно заканчивает колледж и готовится стать писательницей, дядя Джулии Пендлтон, которого зовут Джервис, делает ей предложение. Джуди отказывается, потому что считает этот брак неравным. Джервис на несколько месяцев исчезает из виду. Затем Джуди получает приглашение встретиться в Нью-Йорке с Длинноногим дядюшкой. Приехав туда, она обнаруживает, что Джервис и есть Длинноногий дядюшка. Оказывается, он тяжело заболел во время своего путешествия в Канаду и выздоровление заняло несколько месяцев. Счастливая Джуди соглашается выйти замуж за Джервиса.

## Продолжение
Другой эпистолярный роман «Милый недруг» продолжает историю, однако в нём главной героиней становится Салли Макбрайд, которая получает должность главы приюта Джона Грайера вместо мисс Липпет.